# Brebières
Brebières és un municipi francès situat al departament del Pas de Calais i a la regió dels Alts de França. L'any 2007 tenia 4.929 habitants.

## Demografia

### Població
El 2007 la població de fet de Brebières era de 4.929 persones. Hi havia 1.897 famílies de les quals 435 eren unipersonals (162 homes vivint sols i 273 dones vivint soles), 598 parelles sense fills, 726 parelles amb fills i 138 famílies monoparentals amb fills.
La població ha evolucionat segons el següent gràfic:
Habitants censats

### Habitatges
El 2007 hi havia 2.019 habitatges, 1.933 eren l'habitatge principal de la família, 1 era una segona residència i 85 estaven desocupats. 1.810 eren cases i 207 eren apartaments. Dels 1.933 habitatges principals, 1.388 estaven ocupats pels seus propietaris, 518 estaven llogats i ocupats pels llogaters i 27 estaven cedits a títol gratuït; 27 tenien una cambra, 92 en tenien dues, 168 en tenien tres, 486 en tenien quatre i 1.160 en tenien cinc o més. 1.535 habitatges disposaven pel capbaix d'una plaça de pàrquing. A 897 habitatges hi havia un automòbil i a 747 n'hi havia dos o més.

### Piràmide de població
La piràmide de població per edats i sexe el 2009 era:
| Homes | Edats   | Dones |
| ----- | ------- | ----- |
| 0     | 95 o +  | 0     |
| 4     | 90 a 94 | 8     |
| 28    | 85 a 89 | 28    |
| 16    | 80 a 84 | 8     |
| 44    | 75 a 79 | 104   |
| 76    | 70 a 74 | 108   |
| 112   | 65 a 69 | 124   |
| 104   | 60 a 64 | 104   |
| 60    | 55 a 59 | 68    |
| 136   | 50 a 54 | 188   |
| 196   | 45 a 49 | 160   |
| 200   | 40 a 44 | 176   |
| 160   | 35 a 39 | 156   |
| 152   | 30 a 34 | 176   |
| 132   | 25 a 29 | 168   |
| 124   | 20 a 24 | 120   |
| 152   | 15 a 19 | 160   |
| 176   | 10 a 14 | 140   |
| 140   | 5 a 9   | 168   |
| 136   | 0 a 4   | 120   |

## Economia
El 2007 la població en edat de treballar era de 3.274 persones, 2.357 eren actives i 917 eren inactives. De les 2.357 persones actives 2.078 estaven ocupades (1.175 homes i 903 dones) i 279 estaven aturades (125 homes i 154 dones). De les 917 persones inactives 229 estaven jubilades, 330 estaven estudiant i 358 estaven classificades com a «altres inactius».

### Ingressos
El 2009 a Brebières hi havia 1.904 unitats fiscals que integraven 4.929 persones, la mediana anual d'ingressos fiscals per persona era de 16.893 €.

### Activitats econòmiques
Dels 145 establiments que hi havia el 2007, 4 eren d'empreses extractives, 4 d'empreses alimentàries, 2 d'empreses de fabricació de material elèctric, 1 d'una empresa de fabricació d'elements pel transport, 7 d'empreses de fabricació d'altres productes industrials, 20 d'empreses de construcció, 26 d'empreses de comerç i reparació d'automòbils, 13 d'empreses de transport, 7 d'empreses d'hostatgeria i restauració, 1 d'una empresa d'informació i comunicació, 12 d'empreses financeres, 4 d'empreses immobiliàries, 19 d'empreses de serveis, 15 d'entitats de l'administració pública i 10 d'empreses classificades com a «altres activitats de serveis».
Dels 32 establiments de servei als particulars que hi havia el 2009, 1 era una oficina de correu, 2 oficines bancàries, 1 funerària, 5 tallers de reparació d'automòbils i de material agrícola, 1 taller d'inspecció tècnica de vehicles, 1 autoescola, 1 guixaire pintor, 4 fusteries, 1 lampisteria, 6 electricistes, 5 perruqueries i 4 restaurants.
Dels 8 establiments comercials que hi havia el 2009, 2 eren supermercats, 1 una botiga de menys de 120 m², 1 una fleca, 1 una botiga de roba, 2 drogueries i 1 una joieria.
L'any 2000 a Brebières hi havia 11 explotacions agrícoles.

## Equipaments sanitaris i escolars
Els 2 equipaments sanitaris que hi havia el 2009 eren farmàcies.
El 2009 hi havia 1 escola maternal i 1 escola elemental. Brebières disposava d'un liceu tecnològic amb 182 alumnes.

## Poblacions més properes
El següent diagrama mostra les poblacions més properes.